# シモーネ・スクフェット
シモーネ・スクフェット（Simone Scuffet イタリア語発音: [siˈmoːne skufˈfɛt]、 1996年5月31日 - ）は、イタリア・レマンツァッコ出身のサッカー選手。セリエA・ピサSC所属。ポジションはゴールキーパー。

## クラブ歴
2007年、ウディネーゼ・カルチョのユースチームに入団。2014年2月1日、ボローニャFCとの試合前に負傷したジェリコ・ブルキッチの代役として当時17歳でトップチームデビューを果たした。ブルキッチ復帰後も定位置を確保し、最終的に16試合に出場した。
2014年夏、アトレティコ・マドリーへの移籍がクラブ間で合意に達したと報道されたが、最終的に家族の高校卒業を望む意向から移籍は破談となった。しかし移籍を拒否したことでウディネーゼとの関係が悪化。さらにオレスティス・カルネジスとのポジション争いに敗れ出場機会を失った。
2015年8月7日、セリエBのコモへレンタル移籍し、35試合に出場。2017年5月18日にウディネーゼとの契約を2022年まで延長した。
2019年1月16日、カスムパシャSKにシーズン終了までのレンタルで移籍した。
2025年7月23日、セリエAに昇格したピサSCに完全移籍し、3年契約を結んだ。

## 個人成績

### クラブ
2021年5月23日現在
| クラブ              | シーズン | リーグ         | リーグ | リーグ | カップ | カップ | 合計 | 合計 |
| クラブ              | シーズン | リーグ         | 出場   | 得点   | 出場   | 得点   | 出場 | 得点 |
| ------------------- | -------- | -------------- | ------ | ------ | ------ | ------ | ---- | ---- |
| ウディネーゼ        | 2013-14  | セリエA        | 16     | 0      | 2      | 0      | 18   | 0    |
| ウディネーゼ        | 2014-15  | セリエA        | 2      | 0      | 3      | 0      | 5    | 0    |
| ウディネーゼ        | 2016-17  | セリエA        | 6      | 0      | 0      | 0      | 6    | 0    |
| ウディネーゼ        | 2017-18  | セリエA        | 6      | 0      | 3      | 0      | 9    | 0    |
| ウディネーゼ        | 2018-19  | セリエA        | 9      | 0      | 0      | 0      | 9    | 0    |
| ウディネーゼ        | 2020-21  | セリエA        | 1      | 0      | 1      | 0      | 2    | 0    |
| ウディネーゼ        | 合計     | 合計           | 40     | 0      | 9      | 0      | 49   | 0    |
| コモ (loan)         | 2015-16  | セリエB        | 35     | 0      | 0      | 0      | 35   | 0    |
| カスムパシャ (loan) | 2018-19  | スュペル・リグ | 10     | 0      | 1      | 0      | 11   | 0    |
| スペツィア (loan)   | 2019-20  | セリエB        | 36     | 0      | 0      | 0      | 36   | 0    |
| 通算                | 通算     | 通算           | 121    | 0      | 10     | 0      | 131  | 0    |